# Мирохин, Юрий Валентинович
Юрий Валентинович Мирохин — советский хозяйственный деятель.

## Биография
Родился в 1919 году в Пятигорске. Член КПСС.
Окончил Ленинградский электротехнический институт.
Участник Великой Отечественной войны в составе 59-го стрелкового полка 85-й стрелковой дивизии.
В 1948—1987 гг. — инженер, руководитель группы конструкторов, заместитель главного конструктора, начальника отделения
КБ-11 при Лаборатории № 2 АН СССР.
Лауреат Сталинской премии (1953), лауреат Ленинской премии (1962), лауреат Государственной премии СССР (1982).
Умер в 1987 году в Арзамасе-16.

## Награды
- Орден Ленина (1955)
- Орден Октябрьской Революции (1976)
- Орден Отечественной войны I степени (06.04.1985)
- Орден Трудового Красного Знамени (1954)